# Шидловецький повіт
Шидловецький повіт (пол. powiat szydłowiecki) — один з 37 земських повітів Мазовецького воєводства Польщі.
Утворений 1 січня 1999 року в результаті адміністративної реформи.

## Загальні дані
Повіт знаходиться у південній частині воєводства.
Адміністративний центр — місто Шидловець.
Станом на 1.01.2008 населення становить 39 996 осіб, площа 451,85 км².

## Демографія
Демографічні дані повіту станом на 30.06.2005:
|       | Всього | Всього | Жінки  | Жінки | Чоловіки | Чоловіки |
| ----- | ------ | ------ | ------ | ----- | -------- | -------- |
|       | осіб   | %      | осіб   | %     | осіб     | %        |
| Повіт | 40 204 | 100    | 20 367 | 50,7  | 19 837   | 49,3     |
| Міста | 12 118 | 100    | 6140   | 50,7  | 5978     | 49,3     |
| Села  | 28 086 | 100    | 14 227 | 50,7  | 13 859   | 49,3     |